# Schweinitz (Jessen)
Schweinitz – dzielnica miasta Jessen (Elster) w Niemczech, w kraju związkowym Saksonia-Anhalt, w powiecie Wittenberga. Do 31 grudnia 1992 samodzielne miasto.
Leży we wschodniej części miasta, przy drodze krajowej B187, w miejscu gdzie rzeka Schweinitzer Fließ wpada do Czarnej Elstery.

## Historia
Po raz pierwszy wzmiankowane jako Swinze w 1121. Prawa miejskie otrzymało w XIV wieku, poświadczone w 1373. Zamek znajdujący się w mieście, w którym w 1532 zmarł książę Jan Stały, został zburzony w 1577. Samo miasto należało od 1182 do Marchii Brandenburskiej, od początku XIII wieku do biskupów Magdeburga, zaś od 1362 do księstwa Saksonia-Wittenberga. Po II wojnie światowej w NRD.

## Zabytki
- dawny ratusz
- kościół NMP (Sankt Marien)
- tablica pamiątkowa ku czci komunisty Otto Hillmanna, zamordowanego w 1945 w obozie Sachsenhausen
- pomnik Hansa Beimlera, walczącego po stronie republiki w wojnie domowej w Hiszpanii, poległego w 1936

## Osoby urodzone w Schweinitz
- August Wilhelm Heffter (1796 - 1880) - prawnik
- Walther Siegmund-Schultze (1916 - 1993) - muzyk